# Grignolino del Monferrato Casalese
Le Grignolino del Monferrato Casalese est un vin rouge italien de la région Piémont doté d'une appellation DOC depuis le 26 juin 1974. Seuls ont droit à la DOC les vins rouges récoltés à l'intérieur de l'aire de production définie par le décret. 

## Aire de production
Les vignobles autorisés se situent en province d'Alexandrie dans les communes Alfiano Natta, Altavilla Monferrato, Camagna Monferrato, Camino, Casale Monferrato (seule la partie rive droite du Po), Castelletto Merli, Cella Monte, Cereseto, Cerrina Monferrato, Coniolo (seule la partie rive droite du Po), Conzano, Cuccaro Monferrato, Frassinello Monferrato, Gabiano, Mombello Monferrato, Moncestino, Murisengo, Odalengo Grande, Odalengo Piccolo, Olivola, Ottiglio, Ozzano Monferrato, Pontestura, Ponzano Monferrato, Rosignano Monferrato, Sala Monferrato, San Giorgio Monferrato, Serralunga di Crea, Solonghello, Terruggia, Treville, Vignale Monferrato, Villadeati et Villamiroglio dans les collines du Montferrat. La superficie plantée en vignes est de 360 hectares située en pente dans les collines du Montferrat.

## Caractéristiques organoleptiques
- couleur : rouge rubis pâle avec tendance à l’orange s’il a vieilli.
- odeur : vineux, délicat
- saveur : sec, légèrement tannique, agréablement et légèrement amer, avec un arrière-goût persistant

Le Grignolino del Monferrato Casalese  se déguste à une température de 15 – 17 °C et il se gardera 2 – 4 ans.

## Association de plats conseillée
Hors-d’œuvre de charcuterie, potages aux pâtes et plats de pâtes relevées, fritures, volailles à la sauce tomate ou rôti.

## Production
Province, saison, volume en hectolitres :
- Alessandria  (1990/91)  11681,98
- Alessandria  (1991/92)  10995,25
- Alessandria  (1992/93)  10223,4
- Alessandria  (1993/94)  9806,65
- Alessandria  (1994/95)  9212,23
- Alessandria  (1995/96)  8466,06
- Alessandria  (1996/97)  8776,15